# Wilfrid Meynell
Wilfrid Meynell, né le 17 novembre 1852 à Newcastle-upon-Tyne et mort le 20 octobre 1948 à Pulborough, est un journaliste, imprimeur et éditeur britannique. Il utilisait parfois le pseudonyme de John Oldcastle.

## Biographie
Il naît dans une vielle famille du Yorkshire du côté de son père et d'une famille de quakers distingués du côté de sa mère : son grand-père Samuel Tuke est réformateur de cette dénomination protestante ; il a pour oncles le philanthrope James Hack Tuke et l'aliéniste Daniel Hack Tuke. Le peintre Henry Scott Tuke est l'un de ses cousins.
À l'âge de 18 ans en 1870, Meynell se convertit au catholicisme. Il épouse la femme de lettres Alice Thompson en 1877, également convertie au catholicisme et suffragette. Ils publient tous les deux un mensuel de critique littéraire, The Pen, qui cesse de paraître après quelques numéros. En 1881, il accepte la proposition du cardinal Manning de publier l'hebdomadaire catholique The Weekly Register, et continue ainsi jusqu'en 1899. Meynell fonde ensuite (1883-1894) le magazine Merry England, dont il dirige la rédaction et il découvre et soutient le poète Francis Thompson.
En 1887, Wilfred Meynell dirige la Westminster Press avec l'agrément du cardinal Manning. Wilfred Meynell défend avec ardeur la cause catholique renaissante en Angleterre et installe deux nouvelles presses à imprimer. L'une est appelée « The Cardinal » (d'après le cardinal Manning), l'autre « Lady Butler » d'après sa belle-sœur, également convertie au catholicisme, et peintre. Cette presse a imprimé entre autres The Weekly Register, fondé en 1849 et dirigé désormais par Wilfrid Meynell.
Meynell écrivit des biographies du cardinal Manning, de Newman et de  Léon XIII, ainsi que de sa belle-sœur Lady Butler. Il a contribué à de nombreuses publications dont la Contemporary Review, The Art Journal, The Magazine of Art, Athenaeum, l'Academy, la Saturday Review, le Pall Mall Budget, l'Illustrated London News, la Daily Chronicle et The Nineteenth Century. En mars 1906, The Windsor Magazine publie un article intitulé « Politics - Second Series », de Meynell et Robinson. Cet article a été publié récemment dans un livre intitulé The World of Vanity Fair, par Paul Spiring.
Dans les années 1920, Meynell écrit surtout pour la Dublin Review et The Tablet.
Wilfrid et Alice Meynell avaient huit enfants : Sebastian, Monica, Everard (1882-1926), Madeleine, Viola (1885-1956, qui devint écrivain), Vivian (mort à trois  mois), Olivia, et Francis (1891–1975, futur imprimeur et poète, fondateur de la Nonesuch Press). Après la mort de sa femme en 1922, Meynell passe les dernières vingt-cinq dernières années de sa vie à Greatham, près de Pulborough dans le Sussex de l'Ouest. Il a été fait CBE en 1943 pour ses services à la littérature.